# Comtesse de Kermel
Comtesse de Kermel ou Thérèse de Kermel, nascida Thérèse Villard (15 de junho de 1874 - 1955) foi uma tenista francesa. ganhadora do Aberto da França de 1907